# Fritz-Reuter-Straße 10 (München)

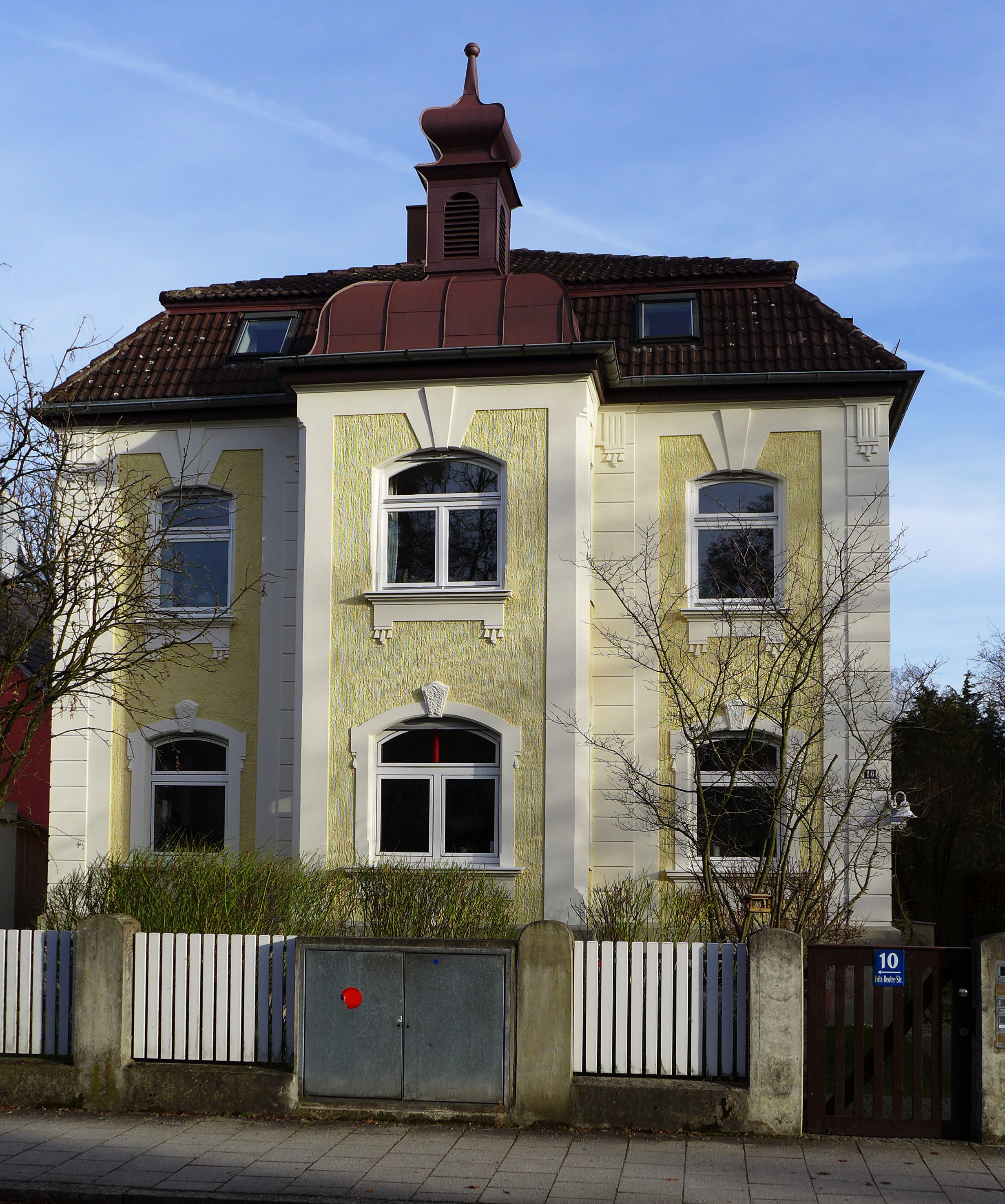
Villa Fritz-Reuter-Straße 10 im Stadtteil Pasing von München

Das Gebäude Fritz-Reuter-Straße 10 im Stadtteil Pasing der bayerischen Landeshauptstadt München wurde 1898 errichtet. Die Villa in der Fritz-Reuter-Straße, die zur Frühbebauung der Villenkolonie Pasing I gehört, ist ein geschütztes Baudenkmal.
Der zweigeschossige Mansardwalmdachbau mit Mittelrisalit, Haube und Laterne, rustizierten Ecklisenen und Stuck wurde nach Plänen des Architekten Georg Völkl im barockisierenden Stil errichtet. 
Die beschränkte Wohnfläche machte bald nach der Erbauung einen rückwärtigen Anbau notwendig.